# Liste der ehemaligen Gemeinden in Finnland
Diese Liste enthält eine Aufzählung ehemaliger Gemeinden in Finnland, die durch Kommunalreformen oder Gebietsabtretungen aufgelöst wurden.

## A
- Landgemeinde Äänekoski – 1969 zu Äänekoski
- Äetsä – 2009 mit Mouhijärvi und Vammala zu Sastamala vereinigt
- Ahlainen – 1972 zu Pori
- Aitolahti – 1966 zu Tampere
- Akaa – 1946 zwischen Toijala, Kylmäkoski, Sääksmäki und Viiala aufgeteilt; 2007 durch Fusion von Viiala und Toijala wiedergegründet
- Alahärmä – 2009 zu Kauhava
- Alastaro – 2009 zu Loimaa
- Alatornio – 1973 zu Tornio
- Angelniemi – 1976 zu Halikko
- Anjala – 1975 mit Sippola zu Anjalankoski vereinigt
- Anjalankoski – 2009 zu Kouvola
- Antrea – 1944 an die Sowjetunion abgetreten, heute Kamennogorsk
- Anttola – 2001 zu Mikkeli
- Artjärvi – 2011 zu Orimattila
- Askainen – 2009 zu Masku
- Äyräpää – 1944 an die Sowjetunion abgetreten, heute Baryschewo

## B
- Bergö – 1975 zu Malax
- Björköby – 1973 zu Korsholm
- Bromarv – 1977 zwischen Tenala und Hanko aufgeteilt

## D
- Degerby – 1946 zu Ingå
- Dragsfjärd – 2009 mit Kimito und Västanfjärd zu Kimitoön vereinigt

## E
- Ekenäs – 2009 mit Karis und Pohja zu Raseborg vereinigt
- Landgemeinde Ekenäs – 1977 zu Ekenäs
- Elimäki – 2009 zu Kouvola
- Eno – 2009 zu Joensuu
- Eräjärvi – 1973 zu Orivesi
- Esse – 1977 zu Pedersöre

## H
- Haaga – 1946 zu Helsinki
- Haapasaari – 1974 zu Kotka
- Halikko – 2009 zu Salo
- Hämeenkoski  – 2016 zu Hollola
- Harlu – 1944 an die Sowjetunion abgetreten, heute Charlu
- Hauho – 2009 zu Hämeenlinna
- Haukipudas – 2013 zu Oulu
- Haukivuori – 2007 zu Mikkeli
- Heinjoki – 1944 an die Sowjetunion abgetreten, heute Weschtschewo
- Landgemeinde Heinola – 1997 zu Heinola
- Landgemeinde Helsinki – 1972 in Vantaa umbenannt
- Hiitola – 1944 an die Sowjetunion abgetreten, heute Chijtola
- Himanka – 2010 zu Kalajoki
- Hinnerjoki – 1970 zu Eura
- Hitis – 1969 zu Dragsfjärd
- Honkilahti – 1970 zu Eura
- Houtskär – 2009 mit Iniö, Korpo, Nagu und Pargas zu Väståboland vereinigt
- Huopalahti – 1946 zu Helsinki
- Landgemeinde Hyvinkää – 1969 zu Hyvinkää
- Landgemeinde Hämeenlinna – 1948 zwischen Hämeenlinna, Renko und Vanaja aufgeteilt

## I
- Landgemeinde Iisalmi – 1970 zu Iisalmi
- Landgemeinde Ikaalinen – 1972 zu Ikaalinen
- Impilahti – 1944 an die Sowjetunion abgetreten, heute Impilachti
- Iniö – 2009 mit Houtskär, Korpo, Nagu und Pargas zu Väståboland vereinigt

## J
- Jaakkima – 1944 an die Sowjetunion abgetreten
- Jaala – 2009 zu Kouvola
- Jääski – 1944 größtenteils an die Sowjetunion abgetreten, heute Lessogorski; in Finnland verbliebener Teil 1948 zwischen Imatra, Joutseno und Ruokolahti aufgeteilt
- Jalasjärvi – 2016 zu Kurikka
- Jämsänkoski – 2009 zu Jämsä
- Jäppilä – 2004 mit der Landgemeinde Pieksämäki und Virtasalmi zu Pieksänmaa
- Jeppo – 1975 zu Nykarleby
- Johannes – 1944 an die Sowjetunion abgetreten, heute Sowetski
- Joutseno – 2009 zu Lappeenranta
- Juankoski – 2017 zu Kuopio
- Jurva – 2009 zu Kurikka
- Landgemeinde Jyväskylä – 2009 zu Jyväskylä

## K
- Kaarlela – 1977 zu Kokkola
- Landgemeinde Kajaani – 1977 zu Kajaani
- Käkisalmi – 1944 an die Sowjetunion abgetreten, heute Priosersk
- Landgemeinde Käkisalmi – 1944 an die Sowjetunion abgetreten
- Kakskerta – 1968 zu Turku
- Kalanti – 1993 zu Uusikaupunki
- Kälviä – 2009 zu Kokkola
- Kalvola – 2009 zu Hämeenlinna
- Kangaslampi – 2005 zu Varkaus
- Kanneljärvi – 1944 an die Sowjetunion abgetreten, heute Kanneljarwi
- Karhula – 1977 zu Kotka
- Karinainen – 2005 zu Pöytyä
- Karis – 2009 mit Ekenäs und Pohja zu Raseborg vereinigt
- Landgemeinde Karis – 1969 zu Karis
- Karjala – 1977 zu Mynämäki
- Karjalohja – 2013 zu Nummi-Pusula
- Karkku – 1973 zu Vammala
- Karttula – 2011 zu Kuopio
- Karuna – 1969 zu Sauvo
- Karunki – 1973 zu Tornio
- Kaukola – 1944 an die Sowjetunion abgetreten, heute Sewastjanowo
- Kauvatsa – 1969 zu Kokemäki
- Keikyä – 1981 mit Kiikka zu Äetsä vereinigt
- Landgemeinde Kemi – 1979 in Keminmaa umbenannt
- Landgemeinde Kemijärvi – 1973 zu Kemijärvi
- Kerimäki – 2013 zu Savonlinna
- Kesälahti – 2013 zu Kitee
- Kestilä – 2009 mit Piippola, Pulkkila und Rantsila zu Siikalatva vereinigt
- Kiihtelysvaara – 2005 zu Joensuu
- Kiikala – 2009 zu Salo
- Kiikka – 1981 mit Keikyä zu Äetsä vereinigt
- Kiikoinen – 2013 zu Sastamala
- Kiiminki – 2013 zu Oulu
- Kimito – 2009 mit Dragsfjärd und Västanfjärd zu Kimitoön vereinigt
- Kirvu – 1944 an die Sowjetunion abgetreten, heute Swobodnoje
- Kisko – 2009 zu Salo
- Kiukainen – 2009 zu Eura
- Kivennapa – 1944 an die Sowjetunion abgetreten, heute Perwomajskoje
- Kodisjoki – 2007 zu Rauma
- Köyliö – 2016 zu Säkylä
- Koijärvi – 1967 zwischen Forssa und Urjala aufgeteilt
- Koivisto – 1944 an die Sowjetunion abgetreten, heute Primorsk
- Landgemeinde Koivisto – 1944 an die Sowjetunion abgetreten
- Konginkangas – 1993 zu Äänekoski
- Korpilahti – 2009 zu Jyväskylä
- Korpiselkä – 1944 größtenteils an die Sowjetunion abgetreten; in Finnland verbliebener Teil 1946 zu Tuupovaara
- Korpo – 2009 mit Houtskär, Iniö, Nagu und Pargas zu Väståboland vereinigt
- Kortesjärvi – 2009 zu Kauhava
- Koskenpää – 1969 zu Jämsänkoski
- Koski Hl – 1995 in Hämeenkoski umbenannt
- Kuhmalahti – 2011 zu Kangasala
- Kuivaniemi – 2007 zu Ii
- Kullaa – 2005 zu Ulvila
- Kulosaari – 1946 zu Helsinki
- Kuolajärvi – 1936 in Salla umbenannt
- Kuolemajärvi – 1944 an die Sowjetunion abgetreten, heute Pionerskoje
- Landgemeinde Kuopio – 1969 zwischen Kuopio und Siilinjärvi aufgeteilt
- Kuorevesi – 2001 zu Jämsä
- Kurkijoki – 1944 an die Sowjetunion abgetreten
- Kuru – 2009 zu Ylöjärvi
- Kuusankoski – 2009 zu Kouvola
- Kuusisto – 1946 zu Kaarina
- Kuusjärvi – 1968 in Outokumpu umbenannt
- Kuusjoki – 2009 zu Salo
- Kvevlax – 1973 zu Korsholm
- Kylmäkoski – 2011 zu Akaa
- Kymi – 1977 zu Kotka
- Kyyrölä – 1934 zu Muolaa

## L
- Lahdenpohja – 1944 an die Sowjetunion abgetreten, heute Lachdenpochja
- Lammi – 2009 zu Hämeenlinna
- Längelmäki – 2007 zwischen Jämsä und Orivesi aufgeteilt
- Lappee – 1967 zu Lappeenranta
- Lappfjärd – 1973 zu Kristinestad
- Lappi – 2009 zu Rauma
- Lauritsala – 1967 zu Lappeenranta
- Lavansaari – 1944 an die Sowjetunion abgetreten, heute Lawensari
- Lavia – 2015 zu Pori
- Lehtimäki – 2009 zu Alajärvi
- Leivonmäki – 2008 zu Joutsa
- Lemu – 2009 zu Masku
- Liljendal – 2010 zu Loviisa
- Gemeinde Lohja – 1997 zur Stadt Lohja
- Landgemeinde Lohja – 1978 in Gemeinde Lohja umbenannt
- Lohtaja – 2009 zu Kokkola
- Gemeinde Loimaa – 2005 zur Stadt Loimaa
- Landgemeinde Loimaa – 1978 in Gemeinde Loimaa umbenannt
- Lokalahti – 1981 zu Uusikaupunki
- Lumivaara – 1944 an die Sowjetunion abgetreten
- Luopioinen – 2007 zu Pälkäne
- Luvia – 2017 zu Eurajoki

## M
- Maaria – 1967 zu Turku
- Maaninka – 2015 zu Kuopio
- Maxmo – 2007 mit Vörå zu Vörå-Maxmo vereinigt
- Malmi – 1946 zu Helsinki
- Mänttä – 2009 mit Vilppula zu Mänttä-Vilppula vereinigt
- Mellilä – 2009 zu Loimaa
- Merimasku – 2009 zu Naantali
- Messukylä – 1947 zu Tampere
- Metsämaa – 1976 zur Gemeinde Loimaa
- Metsäpirtti – 1944 an die Sowjetunion abgetreten, heute Saporoschskoje
- Mietoinen – 2007 zu Mynämäki
- Landgemeinde Mikkeli – 2001 zu Mikkeli
- Mouhijärvi – 2009 mit Äetsä und Vammala zu Sastamala vereinigt
- Munsalo – 1975 zu Nykarleby
- Muolaa – 1944 an die Sowjetunion abgetreten, heute Prawdino
- Muurla – 2009 zu Salo
- Muuruvesi – 1971 zu Juankoski

## N
- Landgemeinde Naantali – 1964 zu Naantali
- Nagu – 2009 mit Houtskär, Iniö, Korpo und Pargas zu Väståboland vereinigt
- Nastola – 2016 zu Lahti
- Nedervetil – 1969 zu Kronoby
- Nilsiä – 2013 zu Kuopio
- Noormarkku – 2010 zu Pori
- Nuijamaa – 1989 zu Lappeenranta
- Nummi – 1981 mit Pusula zu Nummi-Pusula vereinigt
- Nummi-Pusula – 2013 zu Lohja
- Landgemeinde Nurmes – 1973 zu Nurmes
- Nurmo – 2009 zu Seinäjoki
- Landgemeinde Nykarleby – 1975 zu Nykarleby

## O
- Öja – 1969 zu Kaarlela
- Oravais – 2011 mit Vörå-Maxmo zu Vörå vereinigt
- Oulujoki – 1965 zwischen Oulu, Haukipudas, Kempele, Kiiminki, Oulunsalo, Tyrnävä, Utajärvi und Ylikiiminki aufgeteilt
- Oulunkylä – 1946 zu Helsinki
- Oulunsalo – 2013 zu Oulu
- Övermark – 1973 zu Närpes

## P
- Paattinen – 1973 zu Turku
- Paavola – 1973 mit Revonlahti zu Ruukki vereinigt
- Pälkjärvi – 1944 größtenteils an die Sowjetunion abgetreten, in Finnland verbliebener Teil 1946 zu Tohmajärvi
- Pargas – 2009 mit Houtskär, Iniö, Korpo und Nagu zu Väståboland vereinigt, 2012 durch Umbenennung von Väståboland wiedergegründet
- Landgemeinde Pargas – 1967 zu Pargas
- Pattijoki – 2003 zu Raahe
- Peräseinäjoki – 2005 zu Seinäjoki
- Pernå – 2010 zu Loviisa
- Perniö – 2009 zu Salo
- Pertteli – 2009 zu Salo
- Petalax – 1973 zu Malax
- Petsamo – 1944 an die Sowjetunion abgetreten, heute Petschenga
- Pieksämä – 1948 in Pieksämäki umbenannt
- Landgemeinde Pieksämäki – 2004 mit Jäppilä und Virtasalmi zu Pieksänmaa vereinigt
- Pieksänmaa – 2007 zu Pieksämäki
- Pielisensuu – 1954 zu Joensuu
- Pielisjärvi – 1973 zu Lieksa
- Pihlajavesi – 1969 zu Keuruu
- Piikkiö – 2009 zu Kaarina
- Piippola – 2009 mit Kestilä, Pulkkila und Rantsila zu Siikalatva vereinigt
- Pohja – 2009 mit Ekenäs und Karis zu Raseborg vereinigt
- Pohjaslahti – 1973 zwischen Vilppula und Virrat aufgeteilt
- Pohjois-Pirkkala – 1938 in Nokia umbenannt
- Landgemeinde Pori – 1967 zu Pori
- Portöm – 1973 zu Närpes
- Landgemeinde Porvoo – 1997 zu Porvoo
- Pulkkila – 2009 mit Kestilä, Piippola und Rantsila zu Siikalatva vereinigt
- Punkaharju – 2013 zu Savonlinna
- Purmo – 1977 zu Pedersöre
- Pusula – 1981 mit Nummi zu Nummi-Pusula vereinigt
- Pyhäjärvi Ul – 1969 zu Karkkila
- Pyhäjärvi Vpl – 1944 an die Sowjetunion abgetreten, heute Otradnoje (Leningrad, Priosersk)
- Pyhämaa – 1974 zu Uusikaupunki
- Pyhäselkä – 2009 zu Joensuu
- Pylkönmäki – 2009 zu Saarijärvi

## R
- Räisälä – 1944 an die Sowjetunion abgetreten, heute Melnikowo
- Rantsila – 2009 mit Kestilä, Piippola und Pulkkila zu Siikalatva vereinigt
- Landgemeinde Rauma – 1993 zu Rauma
- Rautio – 1973 zu Kalajoki
- Rautu – 1944 an die Sowjetunion abgetreten, heute Sosnowo
- Renko – 2009 zu Hämeenlinna
- Replot – 1973 zu Korsholm
- Revonlahti – 1973 mit Paavola zu Ruukki vereinigt
- Riistavesi – 1973 zu Kuopio
- Ristiina – 2013 zu Mikkeli
- Landgemeinde Rovaniemi – 2006 zu Rovaniemi
- Ruotsinpyhtää – 2010 zu Loviisa
- Ruskeala – 1944 an die Sowjetunion abgetreten
- Ruukki – 2007 zu Siikajoki
- Rymättylä – 2009 zu Naantali

## S
- Sääksmäki – 1973 zu Valkeakoski
- Sääminki – 1973 zwischen Savonlinna und Punkaharju aufgeteilt
- Saari – 2005 zu Parikkala
- Sahalahti – 2005 zu Kangasala
- Säkkijärvi – 1944 größtenteils an die Sowjetunion abgetreten, heute Kondratjewo; in Finnland verbliebener Teil 1946 zwischen Ylämaa und Miehikkälä aufgeteilt
- Sakkola – 1944 an die Sowjetunion abgetreten, heute Gromowo
- Salmi – 1944 an die Sowjetunion abgetreten
- Saloinen – 1973 zu Raahe
- Sammatti – 2009 zu Lohja
- Särkisalo – 2009 zu Salo
- Savonranta – 2009 zu Savonlinna
- Säynätsalo – 1993 zu Jyväskylä
- Säyneinen – 1971 zu Juankoski
- Landgemeinde Seinäjoki – 1959 zu Seinäjoki
- Seiskari – 1944 an die Sowjetunion abgetreten, heute Gratschewo
- Sideby – 1973 zu Kristinestad
- Simpele – 1973 zu Rautjärvi
- Sippola – 1975 mit Anjala zu Anjalankoski vereinigt
- Snappertuna – 1977 zwischen Ekenäs und Karis aufgeteilt
- Somerniemi – 1977 zu Somero
- Soanlahti – 1944 an die Sowjetunion abgetreten
- Solf – 1973 zwischen Korsholm und Vaasa aufgeteilt
- Sortavala – 1944 an die Sowjetunion abgetreten, heute Sortawala
- Landgemeinde Sortavala – 1944 an die Sowjetunion abgetreten
- Suistamo – 1944 an die Sowjetunion abgetreten
- Sumiainen – 2007 zu Äänekoski
- Suodenniemi – 2007 zu Vammala
- Suojärvi – 1944 an die Sowjetunion abgetreten, heute Suojarwi
- Suolahti – 2007 zu Äänekoski
- Suomenniemi – 2013 zu Mikkeli
- Suomusjärvi – 2009 zu Salo
- Suoniemi – 1973 zu Nokia
- Suursaari – 1944 an die Sowjetunion abgetreten, heute Gogland

## T
- Tarvasjoki – 2015 zu Lieto
- Teisko – 1972 zwischen Tampere und Kuru aufgeteilt
- Temmes – 2001 zu Tyrnävä
- Tenala – 1993 zu Ekenäs
- Terijoki – 1944 an die Sowjetunion abgetreten, heute Selenogorsk
- Terjärv – 1969 zu Kronoby
- Tjöck – 1973 zu Kristinestad
- Toijala – 2007 mit Viiala zu Akaa vereinigt
- Tottijärvi – 1976 zu Nokia
- Töysä – 2013 zu Alavus
- Turtola – 1949 in Pello umbenannt
- Tuulos – 2009 zu Hämeenlinna
- Tuupovaara – 2005 zu Joensuu
- Tyrvää – 1973 zu Vammala
- Tyrväntö – 1971 zu Hattula
- Tytärsaari – 1944 an die Sowjetunion abgetreten, heute Bolschoj Tjuters

## U
- Ullava – 2009 zu Kokkola
- Uskela – 1967 zu Salo
- Uukuniemi – 2005 zu Parikkala
- Landgemeinde Uusikaupunki – 1969 zu Uusikaupunki
- Uusikirkko – 1944 an die Sowjetunion abgetreten, heute Poljany
- Uusikirkko Tl – 1936 in Kalanti umbenannt

## V
- Vähäkyrö – 2013 zu Vaasa
- Vahto – 2009 zu Rusko
- Vahviala – 1944 größtenteils an die Sowjetunion abgetreten, heute Jaschino; in Finnland verbliebener Teil 1946 zwischen Lappee und Ylämaa aufgeteilt
- Valkeala – 2009 zu Kouvola
- Valkjärvi – 1944 an die Sowjetunion abgetreten, heute Mitschurinskoje
- Valtimo – 2020 zu Nurmes
- Vammala – 2009 mit Äetsä und Mouhijärvi zu Sastamala vereinigt
- Vampula – 2009 zu Huittinen
- Vanaja – 1967 zwischen Hämeenlinna, Hattula, Janakkala und Renko aufgeteilt
- Varpaisjärvi – 2011 zu Lapinlahti
- Värtsilä – 2005 zu Tohmajärvi
- Väståboland – 2012 in Pargas umbenannt
- Västanfjärd – 2009 mit Kimito und Dragsfjärd zu Kimitoön vereinigt
- Vehkalahti – 2003 zu Hamina
- Vehmersalmi – 2005 zu Kuopio
- Velkua – 2009 zu Naantali
- Vihanti – 2013 zu Raahe
- Viiala – 2007 mit Toijala zu Akaa vereinigt
- Viipuri – 1944 an die Sowjetunion abgetreten, heute Wyborg
- Landgemeinde Viipuri – 1944 an die Sowjetunion abgetreten
- Viljakkala – 2007 zu Ylöjärvi
- Vilppula – 2009 mit Mänttä zu Mänttä-Vilppula vereinigt
- Virtasalmi – 2004 mit der Landgemeinde Pieksämäki und Jäppilä zu Pieksänmaa vereinigt
- Vörå – 2007 mit Maxmo zu Vörå-Maxmo vereinigt, 2011 durch Fusion von Vörå-Maxmo und Oravais wiedergegründet
- Vörå-Maxmo – 2011 mit Oravais zu Vörå vereinigt
- Vuoksela – 1944 an die Sowjetunion abgetreten
- Vuoksenranta – 1944 an die Sowjetunion abgetreten, heute Osjorskoje
- Vuolijoki – 2007 zu Kajaani

## Y
- Ylämaa – 2010 zu Lappeenranta
- Yläne – 2009 zu Pöytyä
- Ylihärmä – 2009 zu Kauhava
- Yli-Ii – 2013 zu Oulu
- Ylikiiminki – 2009 zu Oulu
- Ylistaro – 2009 zu Seinäjoki